# Ferrari 12Cilindri
La Ferrari 12Cilindri (nome in codice F167) è un'automobile gran turismo-berlinetta ad alte prestazioni prodotta dalla casa automobilistica italiana Ferrari a partire dal 2024.

## Nome
Il nome 12Cilindri è composto dalla dicitura che sta indicare l'architettura tecnico-meccanica del motore V12, dove 12 sono i cilindri dello stesso.

## Profilo e contesto

### Esordio e design

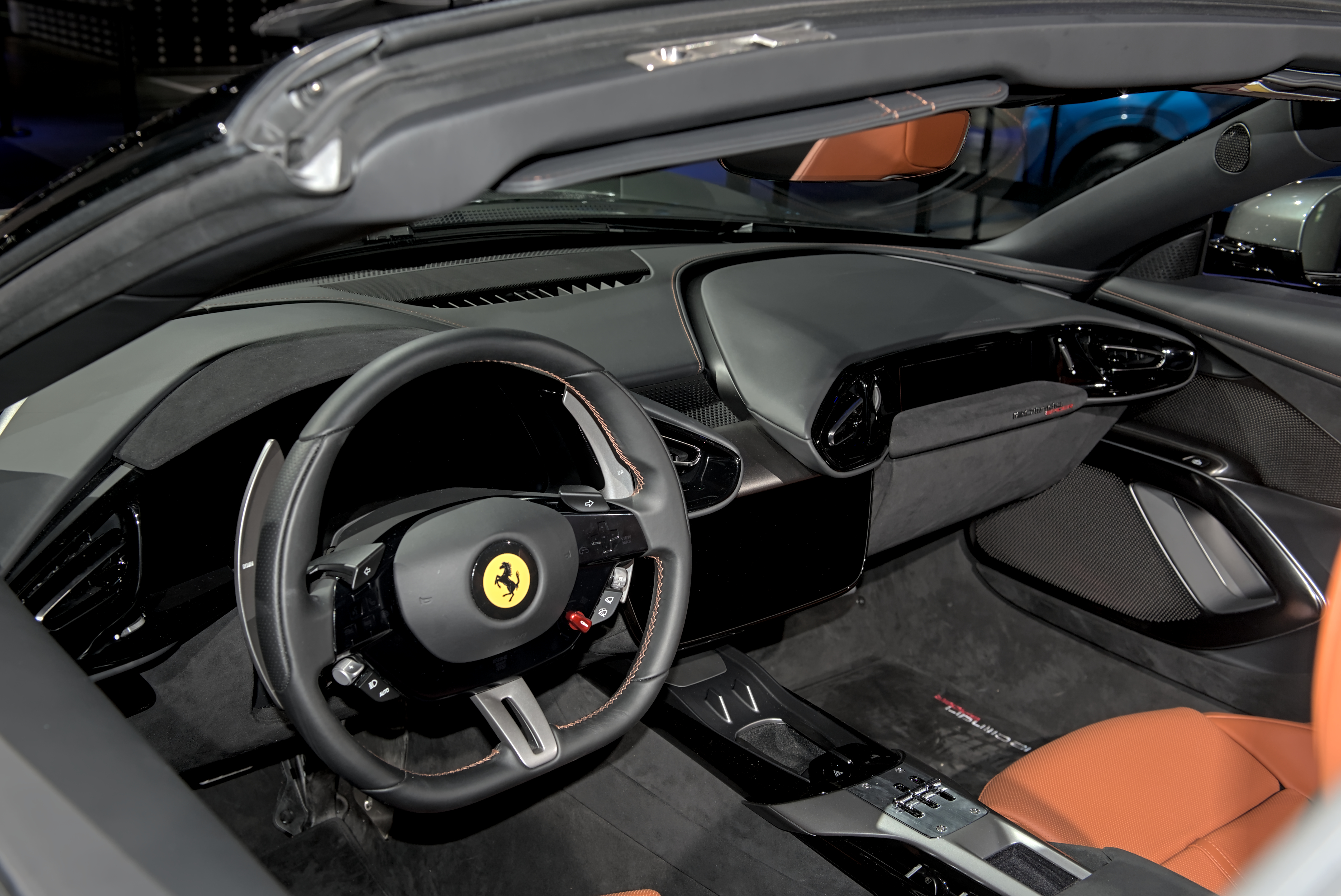
Interni

Il veicolo è stato presentato in versione coupé e spider il 3 maggio 2024 a Miami Beach in occasione del Gran Premio di Miami 2024 e del 70º anniversario della presenza della Ferrari negli Stati Uniti. Nella gamma dei modelli la 12Cilindri si posiziona tra la Roma e la SF90.
La vettura è stata progettata e sviluppata presso il Centro Stile Ferrari situato a Maranello. Il design è ispirato ad alcuni canoni estetici della Ferrari 365 Daytona del 1968, soprattutto nel frontale e con una coda rastremata in stile fastback.
Al quadro strumenti di fronte al guidatore digitale di 15,6, si affianca al centro della console centrale un touchscreen da 10,25 pollici. Anche il passeggero anteriore ha a disposizione un proprio terzo schermo nel cruscotto.

### Motore e meccanica
Mantiene la configurazione berlinetta-coupé a motore anteriore e trazione posteriore. 

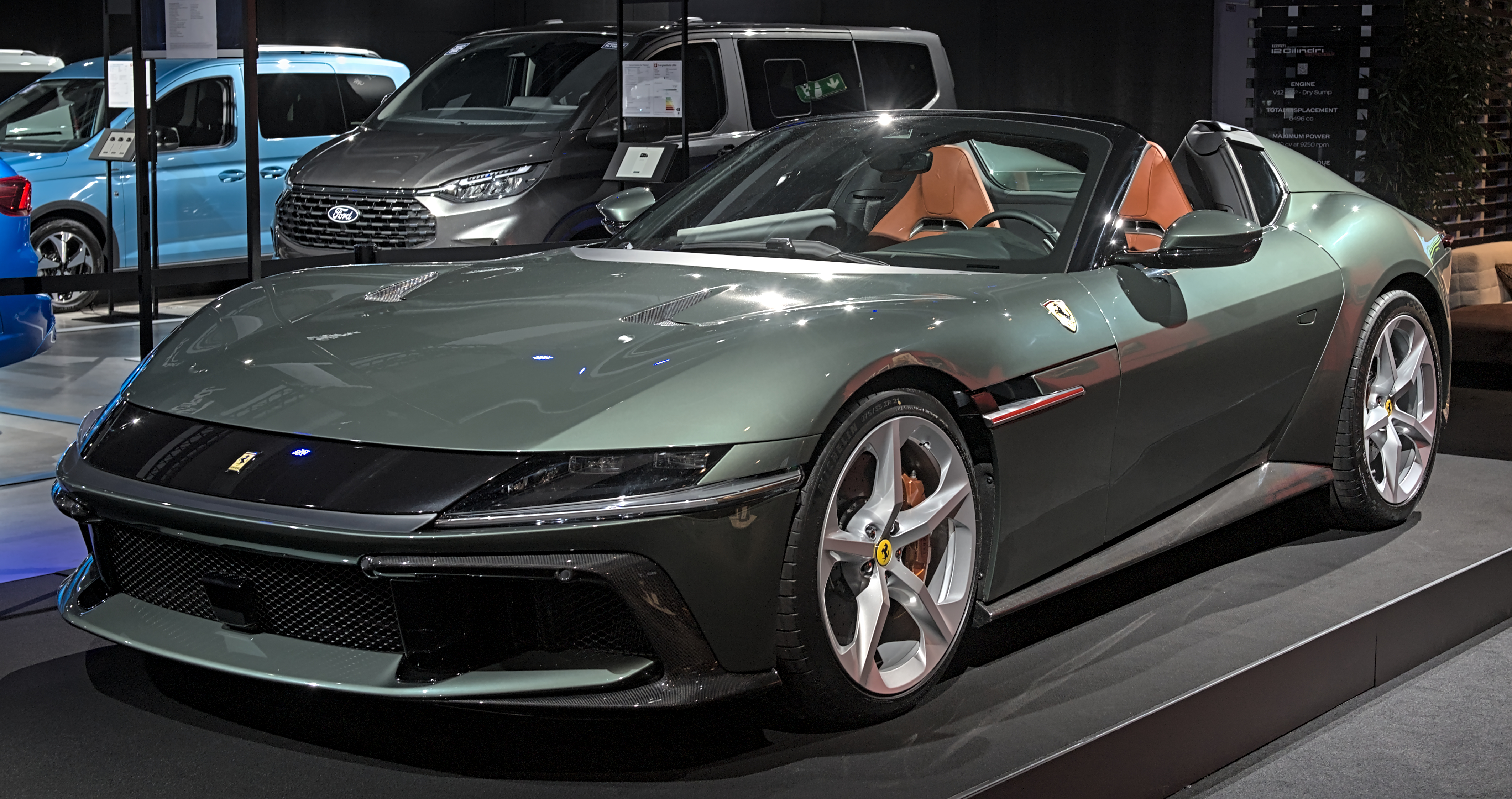
12Cilindri Spider

È dotata del motore denominato Ferrari F140, un V12 da 65° con cilindrata di 6,5 litri (6496 cm³) ripreso dalla 812 Competizione, con potenza di 830 CV a 9250 giri e 678 Nm di coppia a 7250 giri con il limitatore posto a 9500 giri. Per incrementare la potenza senza ausilio di sistemi di turbocompressione, i tecnici della casa modenese sono intervenuti sul sistema di iniezione diretta che, grazie a condotti di aspirazione a geometria variabile, derivati da quelli usati nelle vetture di F1 aspirate del passato, con una pressione di iniezione maggiorata, che permette di avere una maggiore fluidità di erogazione dell'unità a tutti i regimi di rotazione. Inoltre ci sono state modifiche anche sulla linea di scarico, composta da collettori "6 in 1" della stessa lunghezza.
La trasmissione è stata rivista rispetto al modello precedente, venendo utilizzata un nuovo cambio a doppia frizione a 8 marce derivato dalla SF90 Stradale. La distribuzione del peso è quasi paritaria tra i due assi (48,4% anteriore, 51,6% posteriore) e lo sterzo integrale migliora la manovrabilità del veicolo lungo 4,73 metri, largo 2,18 metri e alto 1,29 metri. Con un passo di 2,7 metri, interasse è stato leggermente accorciato rispetto a quello della 812 per migliorare l'agilità. Il peso a secco della coupé è di 1560 kg (rapporto peso a secco/potenza 1,88 kg/CV), mentre la Spider è più pesante di 60 kg, con un hardtop rigido che si aziona in 14 secondi anche in marcia fino a 45 km/h.
Accelerazione per lo scatto da 0 a 100 km/h avviene in 2,9 secondi, 7,9 secondi per lo 0-200 e la velocità massima è di oltre 340 km/h.

## Scheda tecnica
| Caratteristiche tecniche - Ferrari 12Cilindri | Caratteristiche tecniche - Ferrari 12Cilindri                         | Caratteristiche tecniche - Ferrari 12Cilindri                         | Caratteristiche tecniche - Ferrari 12Cilindri                         | Caratteristiche tecniche - Ferrari 12Cilindri                         | Caratteristiche tecniche - Ferrari 12Cilindri                         |
| Configurazione                                | Configurazione                                                        | Configurazione                                                        | Configurazione                                                        | Configurazione                                                        | Configurazione                                                        |
| --------------------------------------------- | --------------------------------------------------------------------- | --------------------------------------------------------------------- | --------------------------------------------------------------------- | --------------------------------------------------------------------- | --------------------------------------------------------------------- |
| Carrozzeria: Berlinetta                       | Carrozzeria: Berlinetta                                               | Posizione motore: anteriore-centrale                                  | Posizione motore: anteriore-centrale                                  | Trazione: posteriore                                                  | Trazione: posteriore                                                  |
| Dimensioni e pesi                             |                                                                       |                                                                       |                                                                       |                                                                       |                                                                       |
| Interasse: 2700 mm                            | Interasse: 2700 mm                                                    | Carreggiate: anteriore 1686 - posteriore 1645 mm                      | Carreggiate: anteriore 1686 - posteriore 1645 mm                      | Altezza minima da terra:                                              | Altezza minima da terra:                                              |
| Posti totali: 2                               | Posti totali: 2                                                       | Bagagliaio: 270                                                       | Bagagliaio: 270                                                       | Serbatoio: 92 litri                                                   | Serbatoio: 92 litri                                                   |
| Masse                                         | a vuoto: 1560 kg                                                      | a vuoto: 1560 kg                                                      | a vuoto: 1560 kg                                                      | a vuoto: 1560 kg                                                      | a vuoto: 1560 kg                                                      |
| Meccanica                                     |                                                                       |                                                                       |                                                                       |                                                                       |                                                                       |
| Tipo motore: 12 cilindri a V di 65°           | Tipo motore: 12 cilindri a V di 65°                                   | Tipo motore: 12 cilindri a V di 65°                                   | Cilindrata: 6496 cm³                                                  | Cilindrata: 6496 cm³                                                  | Cilindrata: 6496 cm³                                                  |
| Distribuzione: Bialbero a 48 valvole          | Distribuzione: Bialbero a 48 valvole                                  | Distribuzione: Bialbero a 48 valvole                                  | Alimentazione: iniezione diretta                                      | Alimentazione: iniezione diretta                                      | Alimentazione: iniezione diretta                                      |
| Prestazioni motore                            | Potenza: 830 CV a 9250 giri/min                                       | Potenza: 830 CV a 9250 giri/min                                       | Potenza: 830 CV a 9250 giri/min                                       | Potenza: 830 CV a 9250 giri/min                                       | Potenza: 830 CV a 9250 giri/min                                       |
| Accensione: elettronica                       | Accensione: elettronica                                               | Accensione: elettronica                                               | Impianto elettrico:                                                   | Impianto elettrico:                                                   | Impianto elettrico:                                                   |
| Frizione: doppia a comando elettroidraulico   | Frizione: doppia a comando elettroidraulico                           | Frizione: doppia a comando elettroidraulico                           | Cambio: transaxle a 8 marce                                           | Cambio: transaxle a 8 marce                                           | Cambio: transaxle a 8 marce                                           |
| Telaio                                        |                                                                       |                                                                       |                                                                       |                                                                       |                                                                       |
| Corpo vettura                                 | Alluminio                                                             | Alluminio                                                             | Alluminio                                                             | Alluminio                                                             | Alluminio                                                             |
| Sterzo                                        | cremagliera servoassistito elettricamente                             | cremagliera servoassistito elettricamente                             | cremagliera servoassistito elettricamente                             | cremagliera servoassistito elettricamente                             | cremagliera servoassistito elettricamente                             |
| Sospensioni                                   | anteriori: doppio quadrilatero / posteriori: multilink                | anteriori: doppio quadrilatero / posteriori: multilink                | anteriori: doppio quadrilatero / posteriori: multilink                | anteriori: doppio quadrilatero / posteriori: multilink                | anteriori: doppio quadrilatero / posteriori: multilink                |
| Freni                                         | anteriori: 398 x 223 x 38 mm / posteriori: 360 x 233 x 32 mm          | anteriori: 398 x 223 x 38 mm / posteriori: 360 x 233 x 32 mm          | anteriori: 398 x 223 x 38 mm / posteriori: 360 x 233 x 32 mm          | anteriori: 398 x 223 x 38 mm / posteriori: 360 x 233 x 32 mm          | anteriori: 398 x 223 x 38 mm / posteriori: 360 x 233 x 32 mm          |
| Pneumatici                                    | Anteriore 275/35 R21 J10.0; Posteriore 315/35 R21 J11.5 / Cerchi: 21" | Anteriore 275/35 R21 J10.0; Posteriore 315/35 R21 J11.5 / Cerchi: 21" | Anteriore 275/35 R21 J10.0; Posteriore 315/35 R21 J11.5 / Cerchi: 21" | Anteriore 275/35 R21 J10.0; Posteriore 315/35 R21 J11.5 / Cerchi: 21" | Anteriore 275/35 R21 J10.0; Posteriore 315/35 R21 J11.5 / Cerchi: 21" |
| Prestazioni dichiarate                        |                                                                       |                                                                       |                                                                       |                                                                       |                                                                       |
| Velocità: 340 km/h                            | Velocità: 340 km/h                                                    | Velocità: 340 km/h                                                    | Accelerazione: 0-100 in 2,9 s                                         | Accelerazione: 0-100 in 2,9 s                                         | Accelerazione: 0-100 in 2,9 s                                         |
| Omologazione: Euro 6E                         | Omologazione: Euro 6E                                                 | Omologazione: Euro 6E                                                 | Emissioni CO2:                                                        | Emissioni CO2:                                                        | Emissioni CO2:                                                        |
| Fonte dei dati: Sito ufficiale Ferrari        |                                                                       |                                                                       |                                                                       |                                                                       |                                                                       |